# Chiesa di San Giovanni Evangelista (Parma, Ugozzolo)
La chiesa di San Giovanni Evangelista è un luogo di culto cattolico dalle forme neoclassiche, situato in strada Ugozzolo 63 a Ugozzolo, frazione di Parma, in provincia e diocesi di Parma; è sede di una parrocchia compresa nella zona pastorale della città.

## Storia
Il luogo di culto originario fu edificato in epoca medievale; la più antica testimonianza della sua esistenza risale al 1354, quando la cappella fu menzionata nel Liber extimi universi cleri parmensis voluto dal vescovo di Parma Ugolino de' Rossi tra le dipendenze dirette dell'autorità episcopale, pur trovandosi all'interno del territorio amministrato dalla pieve di San Martino dei Bocci.
Nel 1564 la chiesa fu elevata a sede parrocchiale autonoma.
Nel 1884 il tempio fu dotato del fonte battesimale.
Intorno al 1960 il luogo di culto fu interessato da lavori di restauro.
Nei primi anni del XXI secolo l'edificio fu nuovamente ristrutturato, con la sostituzione degli impianti e la tinteggiatura degli intonaci.

## Descrizione

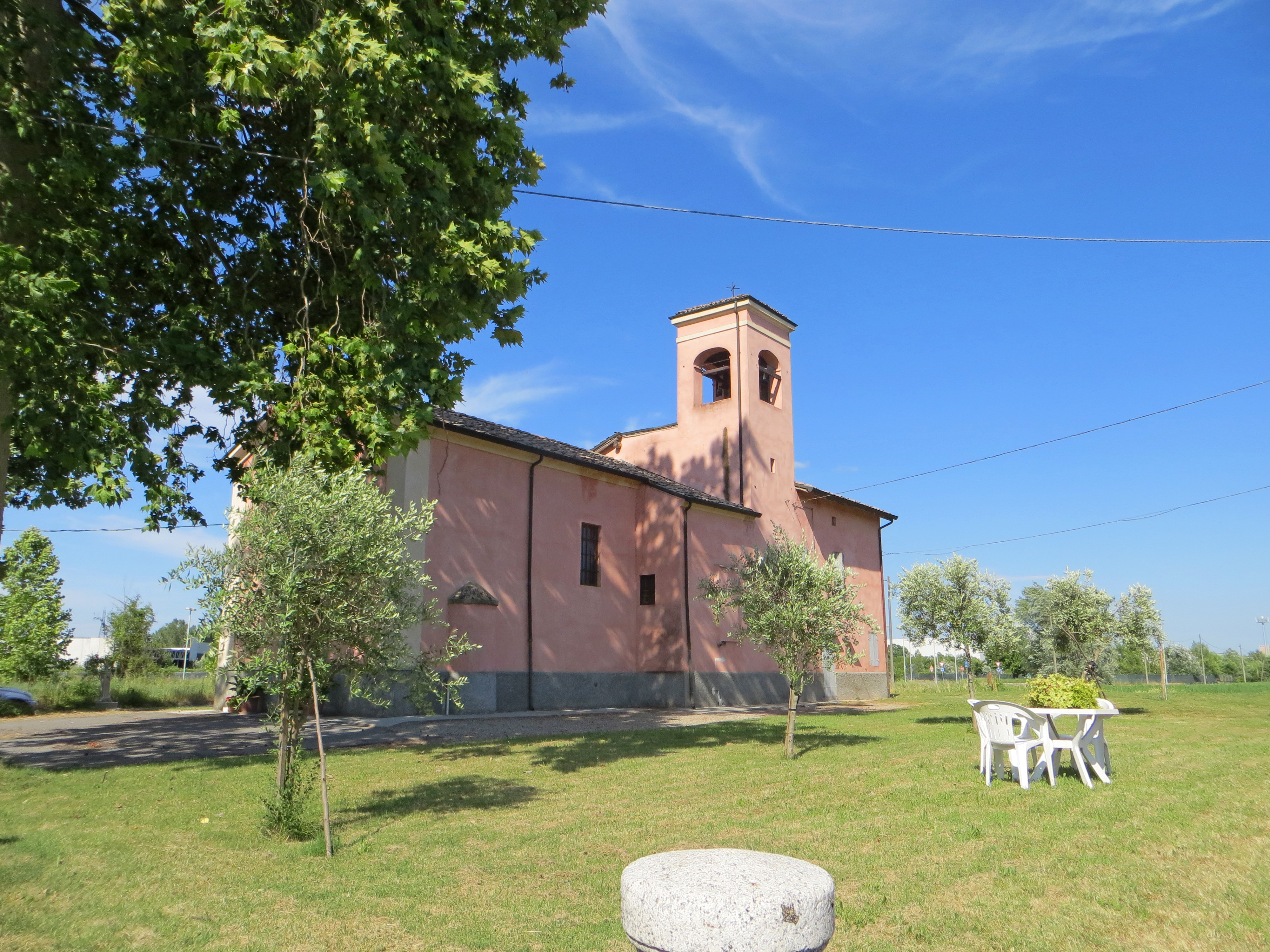
Lato sud

La chiesa si sviluppa su un impianto a navata unica affiancata da una cappella per lato, con ingresso a ovest e presbiterio a est.
La simmetrica facciata a capanna, interamente intonacata come il resto dell'edificio, è delimitata lateralmente da due lesene coronate da esili capitelli; al centro è collocato l'ampio portale d'ingresso ad arco ribassato, affiancato da lesene e sormontato da un architrave e da un finestrone ad arco ribassato incorniciato; in sommità lungo gli spioventi del tetto si allunga un cornicione modanato; a coronamento si erge nel mezzo una croce.
Dai fianchi, illuminati da finestre aperte in sommità, aggettano i volumi delle cappelle; il piccolo campanile si eleva al termine del lato destro; la cella campanaria si affaccia sulle quattro fronti attraverso monofore ad arco a tutto sesto.
All'interno la navata, coperta da una serie di volte a vela intonacate, è scandita lateralmente da paraste coronate da capitelli dorici; sul fondo si aprono, attraverso due ampie arcate a sesto ribassato contrapposte, le cappelle, chiuse superiormente da volte a botte.
Il presbiterio, lievemente sopraelevato, è preceduto dall'arco trionfale a tutto sesto, retto da pilastri murari arricchiti da due nicchie a tutto sesto; l'ambiente, coperto da una volta a crociera costolonata databile al XIV o XV secolo, accoglie l'altare maggiore a mensa in marmi policromi risalente al 1970, decorato con un clipeo contenente una croce greca; alla sua destra è collocato l'ambone coevo in marmi policromi; sul fondo si staglia la pala seicentesca raffigurante la Madonna col Bambino e i santi Giovanni Evangelista e Lucia, inquadrata da una cornice coeva riccamente intagliata.
La chiesa conserva alcune opere di pregio, tra cui una seggiola scolpita seicentesca, con schienale in cuoio.